# Берні (Техас)
Берні (англ. Boerne) — місто (англ. city) в США, в окрузі Кендалл штату Техас. Населення — 17 850 осіб (2020).

## Географія
Берні розташоване за координатами 29°47′9″ пн. ш. 98°44′1″ зх. д. / 29.78583° пн. ш. 98.73361° зх. д. (29.785893, -98.733561).  За даними Бюро перепису населення США в 2010 році місто мало площу 25,71 км², з яких 24,92 км² — суходіл та 0,79 км² — водойми. В 2017 році площа становила 29,78 км², з яких 28,99 км² — суходіл та 0,79 км² — водойми.

### Клімат
| Клімат : Берні          | Клімат : Берні | Клімат : Берні | Клімат : Берні | Клімат : Берні | Клімат : Берні | Клімат : Берні | Клімат : Берні | Клімат : Берні | Клімат : Берні | Клімат : Берні | Клімат : Берні | Клімат : Берні | Клімат : Берні |
| Показник                | Січ.           | Лют.           | Бер.           | Квіт.          | Трав.          | Черв.          | Лип.           | Серп.          | Вер.           | Жовт.          | Лист.          | Груд.          | Рік            |
| Абсолютний максимум, °C | 32,2           | 36,7           | 37,2           | 37,8           | 40,0           | 40,6           | 42,8           | 44,4           | 42,8           | 36,7           | 35,0           | 33,3           | 44,4           |
| Середній максимум, °C   | 15,6           | 18,2           | 22,2           | 25,5           | 28,4           | 31,4           | 33,3           | 33,7           | 31,2           | 26,5           | 20,7           | 16,4           | 25,3           |
| Середній мінімум, °C    | 1,3            | 3,2            | 7,3            | 11,1           | 16,1           | 19,6           | 20,7           | 20,3           | 17,7           | 12,3           | 6,6            | 2,4            | 11,6           |
| Абсолютний мінімум, °C  | −20            | −18,3          | −10            | −3,9           | 1,1            | 6,7            | 12,2           | 10,6           | 1,7            | −6,1           | −10            | −17,8          | −20            |
| Днів з дощем            | 7,8            | 6,3            | 7,9            | 6,9            | 8,9            | 7,2            | 4,4            | 5,1            | 7,5            | 7,6            | 7,1            | 7,2            | 83,9           |
| ----------------------- | -------------- | -------------- | -------------- | -------------- | -------------- | -------------- | -------------- | -------------- | -------------- | -------------- | -------------- | -------------- | -------------- |
| Джерело: NOAA           |                |                |                |                |                |                |                |                |                |                |                |                |                |

## Демографія
Згідно з переписом 2010 року, у місті мешкала 10 471 особа в 4085 домогосподарствах у складі 2651 родини. Густота населення становила 407 осіб/км².  Було 4498 помешкань (175/км²).
Расовий склад населення:
| - 90,3 % — білих - 0,8 % — азіатів - 0,6 % — чорних або афроамериканців - 0,4 % — корінних американців - 0,1 % — вихідців з тихоокеанських островів - 6,1 % — осіб інших рас |

До двох чи більше рас належало 1,7 %. Частка іспаномовних становила 22,7 % від усіх жителів.
За віковим діапазоном населення розподілялося таким чином: 25,6 % — особи молодші 18 років, 57,4 % — особи у віці 18—64 років, 17,0 % — особи у віці 65 років та старші. Медіана віку мешканця становила 38,4 року. На 100 осіб жіночої статі у місті припадало 89,6 чоловіків;  на 100 жінок у віці від 18 років та старших — 85,0 чоловіків також старших 18 років.
Середній дохід на одне домашнє господарство  становив 74 300 доларів США (медіана — 57 047), а середній дохід на одну сім'ю — 88 135 доларів (медіана — 67 245). Медіана доходів становила 65 620 доларів для чоловіків та 34 830 доларів для жінок. За межею бідності перебувало 9,7 % осіб, у тому числі 15,6 % дітей у віці до 18 років та 5,4 % осіб у віці 65 років та старших.
Цивільне працевлаштоване населення становило 5062 особи. Основні галузі зайнятості: освіта, охорона здоров'я та соціальна допомога — 24,8 %, науковці, спеціалісти, менеджери — 13,1 %, роздрібна торгівля — 12,9 %.